# Charles Gossett

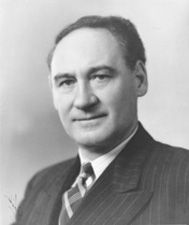
Charles Gossett

Charles Clinton Gossett (* 2. September 1888 in Pricetown, Highland County, Ohio; † 20. September 1974 in Boise, Idaho) war ein US-amerikanischer Politiker der Demokratischen Partei.
Nach dem Schulbesuch in Ohio zog Gossett zunächst nach Cunningham im Staat Washington, später dann nach Ontario (Oregon). Schließlich wurde er in Nampa (Idaho) ansässig, wo er im landwirtschaftlichen Gewerbe und in der Schifffahrt tätig wurde.
Den Beginn seiner politischen Laufbahn markiert die Wahl ins Repräsentantenhaus von Idaho im Jahr 1932. Vier Jahre später wurde er Vizegouverneur des Staates; Gouverneur war zu diesem Zeitpunkt Barzilla W. Clark. Nach der Wahl 1940 übte er ein weiteres Mal für zwei Jahre das Stellvertreter-Amt aus; Gouverneur war nun Chase A. Clark.
1944 schließlich wurde Gossett selbst zum Gouverneur gewählt. Seine Amtszeit dauerte aber kaum ein Jahr. Im November 1945 legte er den Posten nieder und ließ sich von seinem Nachfolger Arnold Williams zum Senator berufen. Er trat in Washington die Nachfolge des verstorbenen John W. Thomas an.
Als es jedoch darum ging, dieses Senatsmandat in einer Nachwahl für eine volle Legislaturperiode zu besetzen, scheiterte Charles Gossett bereits in den Primarys seiner Partei an Staatssenator George E. Donart. Dieser wiederum verlor bei der eigentlichen Wahl gegen den republikanischen Kongressabgeordneten Henry Dworshak.
Gossett widmete sich in der Folge wieder seinen geschäftlichen Interessen. 1954 setzte er noch einmal zu einem politischen Comeback an, als es um die Nachfolge des abtretenden Gouverneurs Len Jordan ging. Doch die Geschichte wiederholte sich: Er verlor bei den Vorwahlen seiner Partei gegen Staatssenator Clark Hamilton, der bei der Wahl das Nachsehen gegen den Republikaner Robert E. Smylie hatte.